# Среднощен каубой
„Среднощен каубой“ (на английски: Midnight Cowboy) е филмова драма от 1969 г., режисирана от Джон Шлезинджър с участието на Джон Войт и Дъстин Хофман. Сценарият на Валдо Салт е базиран по едноименната новела на Джеймс Лио Хърлихи от 1965 г.
„Среднощен каубой“ е големия победител на 42-рата церемония по връчване на наградите „Оскар“ с номинации за награда в 7 категории, печелейки 3 статуетки, в това число за най-добър филм и най-добър режисьор. И двамата главни изпълнители, Хофман и Войт, са номинирани за „Оскар“ за главна мъжка роля. Списание Empire включва Среднощен каубой в класацията си „500 най-велики филма за всички времена“.

## Сюжет
Филмът разказва историята на младия тексасец Джо Бък (Войт), който отива в големия Ню Йорк в търсене на успеха и по-добрия живот. Реалността обаче се оказва доста по-различна от представите на младежа. Тук той се запознава с бездомника `Рацо` Ризо (Хофман), чиято мечта е да отиде в слънчева Флорида.

## В ролите
| Актьор         | Роля               |
| -------------- | ------------------ |
| Джон Войт      | Джо Бък            |
| Дъстин Хофман  | Енрико (Рацо) Ризо |
| Силвия Майлс   | Кас                |
| Джон Макгивър  | господин О`Даниел  |
| Бренда Вакаро  | Шърли              |
| Бърнард Хюз    | Тоуни              |
| Рут Уайт       | Сали Бък           |
| Дженифър Салт  | Ани                |
| Джилмън Ранкин | Уудси Найлс        |
| Гари Оуенс     | малкия Джо         |

## Награди и Номинации
Награди на Американската Филмова Академия „Оскар“ (САЩ):
- Награда за най-добър филм
- Награда за най-добър режисьор за Джон Шлезинджър
- Награда за най-добър адаптиран сценарий за Валдо Салт
- Номинация за най-добър актьор в главна роля за Джон Войт
- Номинация за най-добър актьор в главна роля за Дъстин Хофман
- Номинация за най-добра актриса в поддържаща роля за Силвия Майлс

Награди „Златен глобус“ (САЩ):
- Награда за най-обещаващ дебют за Джон Войт
- Номинация за най-добър филм
- Номинацияа за най-добър режисьор за Джон Шлезинджър
- Номинация за най-добър адаптиран сценарий за Валдо Салт
- Номинация за най-добър актьор в главна роля за Джон Войт
- Номинация за най-добър актьор в главна роля за Дъстин Хофман
- Номинация за най-добра актриса в поддържаща роля за Бренда Вакаро

Филмът е поставен от Американския филмов институт в някои категории както следва:
- АФИ 100 години... 100 филма – #36
- АФИ 100 години... 100 филма (10-о юбилейно издание) – #43

- През 1994 година, филмът е избран като културно наследство за опазване в Националния филмов регистър към Библиотеката на Конгреса на САЩ.